# 宮浦千里
宮浦 千里（みやうら ちさと）は、日本の研究者。東京農工大学副学長。博士（薬学）。

## 主な略歴
- 1978年 東京理科大学薬学部製薬学科卒業
- 1980年 昭和大学歯学部助手
- 1988年 東京理科大学薬学博士
- 1989年 テキサス大学医学部生化学部門博士研究員[2]
- 1991年 昭和大学歯学部講師
- 1998年 東京薬科大学薬学部助教授
- 2004年 東京農工大学工学部教授
- 2006年 東京農工大学女性キャリア支援・開発センター長
- 2008年 東京農工大学学長補佐（男女共同参画支援担当）
- 2009年 東京農工大学女性未来育成機構長
- 2014年 東京農工大学副学長

## 主な受賞
- 1997年 第2回cibaメノポーズ・アワード
- 1997年 第15回日本骨代謝学会優秀演題賞
- 1998年 日本骨代謝学会　学術賞
- 1998年 IBCI Outstanding Investigator Award
- 2000年 第18回日本骨代謝学会優秀演題賞
- 2019年 第22回坊っちゃん賞（東京理科大学理窓会）
- 2020年 第7回澤柳政太郎記念東北大学男女共同参画賞（東北大学）[3]

## 研究分野
- 生命工学
- 病態生化学
- 骨代謝学